# Chief Investment Officer
Ein Chief Investment Officer (CIO) ist ein Manager, der die Investitionen des Unternehmens steuert beziehungsweise betreut. Aufgabe des CIO ist es, das Vermögensportfolio des Unternehmens zu verstehen, zu verwalten und zu überwachen sowie Strategien zur Förderung von Wachstum und die Zusammenarbeit mit Investoren zu entwickeln. Ferner hat er Risiken aus den Investitionen zu erkennen und zu vermeiden.

## Belege
1. ↑  „Chief Investment Officer – CIO“ auf dict.cc
2. ↑  Business Definition for: „Chief Investment Officer (CIO)“ im "Dictionary of Accounting Terms" von AllBusiness/Dun & Bradstreet